# BESTIEM
BESTIEM（ベスティム）は、日本のガールズ・デュオ。
元アイドリング!!!の関谷真由・古橋舞悠により結成。同グループ時代からW・Mayuを経た二人組ディーヴァとして、2019年までの約2年半活動した。

## 概要・背景

### 活動の経緯
女性アイドルグループ「アイドリング!!!」に所属し同期であった関谷真由・古橋舞悠は、名前が同じ「まゆ」であったことから"ダブルまゆ"とあだ名され、在籍時代にライブでペアを組む事が多かった。音楽を通じて親和性が強かった二人は、グループ卒業後の年末頃からガールズ・デュオ「W・Mayu」(ダブル・マユ）名義で活動を開始し、冠番組やイベント等の出演を始める。
その後ユニットはアイドリング!!!の後継集団「メンテナンス」傘下にも属し、アイドリング!!!関連の楽曲を歌い継ぐ活動もしていたが、2017年に「BESTIEM｣(ベスティム）と改名して初夏に正式デビュー。楽曲リリースやライブ活動を本格化した新たな展開を開始し、2019年9月までの2年4カ月間活動した。

### ユニット名の由来
元は親友を意味する"BESTIE"（ベスティー）に由来する。二人の関係性を表した同語に、名前「Mayu(まゆ)」の頭文字である"M"を末尾に組み合わせた造語。ファンの皆様とも親友でありたいという想いも込められている。

## メンバー
| メンバー名             | 生年月日               | 出身地   | 所属事務所                   | 備考                                                                       |
| ---------------------- | ---------------------- | -------- | ---------------------------- | -------------------------------------------------------------------------- |
| 関谷真由 せきや まゆ   | 1995年7月31日（29歳）  | 神奈川県 | アワーソングスクリエイティブ | 元アイドリング!!! 32号 元NEO fromアイドリング!!! リーダー メンテナンス 6号 |
| 古橋舞悠 ふるはし まゆ | 1998年10月30日（26歳） | 神奈川県 | 松竹芸能                     | 元アイドリング!!! 31号 元NEO fromアイドリング!!! メンテナンス 5号          |

## 沿革・活動歴

### W・Mayu時代（2015年 - 2017年4月）
2015年
10月末、所属していた女性アイドルグループ「アイドリング!!!」および派生ユニット「NEO fromアイドリング!!!」が活動を終了。
11月末、アイドリング!!!OG主体による後継集団「メンテナンス」が発足し、関谷・古橋も参加。
12月、関谷・古橋がガールズ・デュオ「W・Mayu」名義で活動を開始。ライブ企画『音楽女子倶楽部』出演など、イベントへの参加を始める。
2016年
1月、冠番組『セッさんフルさんの今夜もすべらNight』を開始。
4月、NEO fromアイドリング!!!時代の音楽プロデューサー・伊秩弘将が主催する定期ライブ『IJICHI's Living Door』に継続して参加。
8月上旬、大型アイドルフェス『TOKYO IDOL FESTIVAL 2016』に参加し、かつての同僚達が所属する「Booing!!!」「ビターチョコレート」「マジカル・パンチライン」と共演。
8月下旬、フジテレビ主催『お台場みんなの夢大陸』の企画にて単独ライブを実施。

### 正式デビュー〜解散まで（2017年5月 - 2019年9月）
2017年
5月、W・Mayuを「BESTIEM｣(ベスティム）と改名し、正式デビューを公表。伊秩弘将 定期ライブにて、同氏提供の新曲を初お披露目。
6月、1stアルバムに伴う詳細を発表。
7月、昨年に続き、フジテレビ主催『お台場みんなの夢大陸』の企画にて単独ライブを実施。月末に1stワンマンライブを開催。
8月上旬、セルフタイトルの1stアルバム『BESTIEM』でCDデビュー。大型アイドルフェス『TOKYO IDOL FESTIVAL 2017』に参加。
8月下旬、大型フェス SUMMER SONIC 2017『IDOL SONIC』に初参加。
9月、アイドリング!!!OGが集結した次世代への新番組『アイドルING!!!』が開始され、メンバー両名も参加。
10月、2ndワンマンライブを開催し、新曲を発表。
12月、3rdワンマンライブを開催し、来年度の東名阪ツアーを公表。
2018年
1月、1stシングル「TENOHIRA」をリリース。伊秩弘将 主催定期ライブ300回記念に参加。
2月、4thワンマンライブを開催。
5月、デビュー1周年を記念した、初の東名阪ツアーを開催。MC MIRI（ライムベリー）とコラボした2ndシングル「Hanky Panky Funky Punky ! feat. MIRI」をリリース。
7月、初のレギュラー・ラジオ番組『BESTIEM for Besties:)』を開始。
8月、メンバー関谷真由 生誕祭ライブを開催。
10月、メンバー古橋舞悠 生誕祭ライブを開催。
12月、X'masワンマンライブ「Besties night」を開催。カバーアルバム『BEST TIME cover』をリリース。
2019年
2月、冠番組『まゆだよんnight:)』を開始。ワンマンライブ「Sweets night」を開催。
4月、ラジオ番組『ステラ☆HAPPY ! LIVE !』にレギュラー出演開始。
6月、古橋の実家『MISTY』主催の二輪・四輪自動車チャリティーイベント「第6回 富士河口湖オートジャンボリー2019」に出演。
8月、来月の定期ライブをもって解散を発表。
9月22日、デビューから協力関係にあった伊秩弘将主宰の定期公演をもって、結成から約2年半、W・Mayu時代から数えて約4年近い活動に終止符。

## ディスコグラフィ
※レーベルはBrand-New Music
| #        | 発売日         | タイトル                             | 型番      | 備考                         |
| シングル | シングル       | シングル                             | シングル  | シングル                     |
| -------- | -------------- | ------------------------------------ | --------- | ---------------------------- |
| 1st      | 2018年1月24日  | TENOHIRA                             | BNBM-0002 | 伊秩弘将提供ウインターソング |
| 2nd      | 2018年5月23日  | Hanky Panky Funky Punky ! feat. MIRI | BNBM-0003 | MC MIRI（ライムベリー）参加  |
| アルバム |                |                                      |           |                              |
| 1st      | 2017年8月2日   | BESTIEM                              | BNBM-0001 | 伊秩弘将プロデュース         |
| -        | 2018年12月26日 | BEST TIME cover                      | BNBM-0004 | カバー曲集                   |

## タイアップ
| 楽曲名                               | タイアップ先                                                                     | 収録作品                                 |
| ------------------------------------ | -------------------------------------------------------------------------------- | ---------------------------------------- |
| Real Voice                           | フジテレビ系「全力!脱力タイムズ」2017年8月 - 9月度エンディングテーマ             | 「BESTIEM」                              |
| HANABI                               | FM TARO「HOT POWER SPIN!」2017年8月度パワープレイ                                | 「BESTIEM」                              |
| TENOHIRA                             | BS日テレ「片岡愛之助の解明! 歴史捜査」2017年12月 - 2018年1月度エンディングテーマ | 「TENOHIRA」                             |
| TENOHIRA                             | FM TARO「HOT POWER SPIN!」2018年1月度パワープレイ                                | 「TENOHIRA」                             |
| Hanky Panky Funky Punky ! feat. MIRI | bayfm「MIDNIGHT POWER PLAY」2018年5月度パワープレイ                              | 「Hanky Panky Funky Punky ! feat. MIRI」 |
| Hanky Panky Funky Punky ! feat. MIRI | FM石川「MUSIC PICK UP」2018年5月度パワープレイ                                   | 「Hanky Panky Funky Punky ! feat. MIRI」 |

## イベント・ライブ

### 主催
ワンマンライブ
- 1st LIVE（2017年7月31日、渋谷DESEO mini)
- 2nd LIVE（2017年10月30日、渋谷DESEO mini)
- 3rd LIVE（2017年12月18日、渋谷DESEO mini)
- 4th LIVE（2018年2月12日、渋谷DESEO mini)
- BESTIEM LIVE 2018 〜関谷真由 生誕祭〜（2018年7月31日、渋谷DESEO mini)
- BESTIEM LIVE 2018 〜古橋舞悠 生誕祭〜（2018年10月30日、渋谷DESEO mini)
- BESTIEM LIVE 2018「Besties night」(2018年12月25日、六本木BIRDLAND)
- BESTIEM LIVE 2019「Sweets night」(2019年2月24日、渋谷TOGI BAR)

ライブツアー
- BESTIEM LIVE TOUR 2018 〜Hanky Panky Funky Punky !〜
  - 2018年（5月19日、渋谷DESEO mini / 5月26日、大阪京橋Arc / 5月27日、名古屋sunset BLUE)

イベント
- BESTIEM 川音希 ツーマンリリースイベント（2018年1月20日、渋谷DESEO mini）
- BESTIEMメルマガ会員限定イベント（2018年1月21日、千駄ヶ谷GRAPES KITASANDO）
- BESTIEMの#生まゆだよん トーク&ライブ（2019年1月30日・7月28日、下北沢ろくでもない夜）

### 定期ライブ
- IJICHI's Living Door（恵比寿天窓.switch / 千駄ヶ谷GRAPES KITASANDO / 東新宿 真昼の月夜の太陽 / 銀座miiya cafe）
  - 2017年　vol.260 (5月17日), vol.264 (6月15日), vol.268 (7月18日), vol.271 (8月2日), vol.272 (8月12日), vol.278 (9月12日), vol.281 (9月26日), vol.284 (10月17日), vol.285 (10月23日), vol.289 (11月21日)
  - 2018年　vol.297 (1月5日), vol.299 (1月17日), vol.299 (1月17日), vol.300 (1月25日), vol.301 (2月1日), ヴァレンタインスペシャル (2月14日), vol.315 (4月12日), vol.317 (4月20日), vol.321 (5月8日), vol.323 (5月17日), vol.327 (6月8日), vol.339 (8月23日), vol.343 (9月7日), vol.348 (10月21日), vol.352 (11月13日)
  - 2019年　vol.361 (1月8日), vol.366 (2月15日), vol.371 (3月27日), vol.376 (4月18日), vol.378 (5月17日), vol.381 (6月6日), vol.386 (7月16日), vol.391 (8月12日), vol.395 (9月22日ラストライブ)

### 客演・対バン・イベント
2019年
- ガールズ・ウォーク デュオ祭（2019年2月2日、イオン幕張店）
- Beat Happening ! 六本木POP PANIC !（2019年2月6日、六本木VARIT）
- コラソンウェイ vol.61（2019年2月12日、渋谷Milkyway）
- 東京ガールズビート! vol.7（2019年2月14日、池袋RUIDO K3）
- かわいいおん（2019年3月3日、イオン幕張店）
- モアザンぷちヘヴン〜花見だワッショイ2019〜（2019年4月8日、新宿CLUB SCIENCE）
- JK Award2019（2019年5月1日、代官山SPACE ODD）
- 第6回 富士河口湖オートジャンボリー2019（2019年6月16日、山梨県富士吉田市）
- 熱海海上花火大会ライブ 2019（2019年7月30日、熱海市 渚公園）

### W・Mayu名義
- 音楽女子倶楽部『える!える!える!〜LIVE!LIVE!LIVE!〜』(2015年12月19日 - 2016年6月、TwinBox AKIHABARA） - MC
- ニッポン放送「ラジオチャリティ ミュージックソン」ミニライブ（2015年12月24日、大宮駅前 特設会場）
- コラソンフェス Vol.12（2015年12月28日、下北沢GARDEN）
- Prizmmy☆&プリズム☆メイツ ワンマンライブ『DigitaReal Party』(2016年4月2日、六本木 Club Cat's TOKYO）
- IJICHI's Living Door（東新宿 真昼の月夜の太陽）
  - 2016年 vol.208 (4月22日),vol.216 (7月22日),vol.225 (10月10日),vol.229 (11月13日)
- コラソンウェイ vol.3・6（2016年5月19日・8月30日、渋谷Milkyway）
- TOKYO IDOL FESTIVAL 2016（2016年8月6日、フジテレビ特設会場）
- お台場みんなの夢大陸『W・Mayu fromメンテナンス LIVE』(2016年8月27日、フジテレビ本社屋/お台場特設会場）

## 出演
※レギュラー・冠番組のみ

### テレビ
- Woman don't cry - Your Soundtrack on Spotify（2017年9月 - 10月、スペースシャワーTV）

### ラジオ
- BESTIEM for Besties:)（2018年7月 - 12月、FM FUJI)
- ステラ☆HAPPY ! LIVE !（2019年4月 - 7月、市川うららFM) - ※BESTIEM名義の期間のみ

### 配信テレビ・アプリ
- セッさんフルさんの今夜もすべらNight（2017年6月16日 - 10月13日、SHOWROOM） - 旧番組名で継続
- アイドルING!!!〜ネクスト育成ング!!!（2017年10月 - 2018年12月、FRESH!） - ※2017年9月パイロット版放送あり
- まゆだよんnight:)（2019年2月1日 - 5月、SHOWROOM）

W・Mayu名義
- 音楽女子倶楽部『える!える!える!〜LIVE!LIVE!LIVE!〜』(2015年12月 - 2016年6月、LINE LIVE CAST) - MC
- セッさんフルさんの今夜もすべらNight（2016年1月22日 - 2017年5月12日、SHOWROOM）